# Arnulfo III da Flandres
Arnulfo III (1055 – 22 de fevereiro de 1071, em batalha) foi Conde da Flandres e Conde de Hainaut, como Arnulfo I de 1070 até à sua morte. Ele era o filho mais velho de Balduíno VI da Flandres e de Riquilda de Hainaut.

## História e Família
Arnulfo sucedeu a seu pai em ambos os condados. Com a sua morte na Batalha de Cassel, Flandres e Hainaut foram de novo separados. Roberto, O Frísio invadiu a Flandres após a sua morte e torna-se Roberto I da Flandres, e o seu irmão Balduíno sucedeu-lhe no Condado de Hainaut. Não casou nem teve descendência.